# Ivar Harrie
Petter Jöns Ivar Harrie, ursprungligen Jönsson, född den 18 mars 1899 i Stora Harrie, på Åboda gård, i den gamla mangårdsbyggnaden på nuvarande Kävlinge golfklubb, död 24 juli 1973 i Malmö, var en svensk journalist, chefredaktör och översättare. Han var medlem i Tisdagsklubben.

## Biografi
Harrie tog studenten 1916. Han studerade därefter vid Lunds universitet där han blev filosofie magister 1920 och avlade filosofie licentiat-examen såväl i klassisk fornkunskap 1922 som i grekiska 1925. 
Parallellt var han aktiv i studentlivet och var bland annat redaktör för kårtidningen Lundagård 1922–1924. Det var också inom tidningsbranschen han skulle komma att göra sin professionella karriär. Han medverkade i Göteborgs Handelstidning 1926–1940 och var ledande kulturskribent i Dagens Nyheter 1940–1944, och var litteraturkrönikör för Radiotjänst 1929–1940. 1932–1933 var Harrie lektor i svenska vid Universitetet i Greifswald. När tidningen Expressen grundades 1944 blev Harrie dess första chefredaktör. Denna post innehade han fram till år 1960.
Harrie var under andra världskriget engagerad antinazist och medlem i organisationen Tisdagsklubben.
Harrie var även verksam som översättare. Tillsammans med Hjalmar Gullberg, vilken han lärt känna under studietiden i Lund, översatte han till exempel Aristofanes pjäser Fåglarna och Lysistrate, såsom en rad pjäser av William Shakespeare. Efter tiden på Expressen flyttade Ivar Harrie till Malmö och skrev Hem till Skåne (1961). Han blev hedersdoktor vid sitt gamla universitet 1969.

### Översättningar
- Plutarchos: Jämförande levnadsteckningar i urval (Vitae parallelae) (Natur & Kultur, 1927)
- Aristofanes: Fåglarna: lustspel med sång (översatt tillsammans med Hjalmar Gullberg, Geber, 1928)
- Jean de la Fontaine: Sagor och noveller (Geber, 1930)
- Aristofanes: Lysistrate: ett kvinnodrama (översatt tillsammans med Hjalmar Gullberg, 1932)
- Ellery Queen: Konsthandlarens kista (översatt tillsammans med Dagny Henschen, Bonniers, 1933)
- Paul Valéry: Prosastycken (översatta tillsammans med Elsa Thulin, Geber, 1934)
- Dorothy L. Sayers: Oskuld och arsenik (Strong poison) (Bonniers, 1934)
- Jean Racine: Andromake: sorgespel (Andromaque) (Geber, 1934)
- Calderón: Hus med dubbel ingång (översatt tillsammans med Hjalmar Gullberg, Gleerup, 1934)
- Jean Racine: Atalja: sorgespel ur den heliga skrift (Geber, 1938)
- Pierre Corneille: Martyren Polyeuctus: kristet sorgespel (Geber, 1939)
- Kaj Munk: Niels Ebbesen: skådespel i 5 akter (Bonniers, 1942)
- Lope de Vega: Fårakällan (Radiotjänst, 1944)
- Menandros: Fy för den sure eller Misantropen (Sveriges Radio, 1959)
- Ben Jonson: Räven (otryckt översättning för Göteborgs stadsteater 1961)
- André Roussin: De ärelystna (Les Glorieuses) (otryckt översättning för Folkteatern i Göteborg 1965)
- Så berättade Lukas: Lukasevangeliet (Verbum, 1970)

## Priser och utmärkelser
- 1935 – Letterstedtska priset för översättningen av Jean Racines Andromake
- 1965 – Schückska priset
- 1972 – Litteraturfrämjandets hederspris Guldskeppet